# Fletxa (enginyeria)

La fletxa (f) en enginyeria

En enginyeria, la fletxa és la màxima distància entre la fibra neutra d'un element estructural en l'estat de repòs i sota càrrega.